# Beania alaskensis
Beania alaskensis är en mossdjursart som beskrevs av Osburn 1950. Beania alaskensis ingår i släktet Beania och familjen Beaniidae. Inga underarter finns listade i Catalogue of Life.